# رودریگو گرال
رودریگو گرال (به پرتغالی: Rodrigo Gral) بازیکن فوتبال اهل برزیل است که در شهر Chapecó و در تاریخ ۲۱ فوریهٔ ۱۹۷۷ به دنیا آمده‌است.
رودریگو گرال در تیم‌های فوتبال Grêmio سابقهٔ حضور دارد.